# Pazuzu

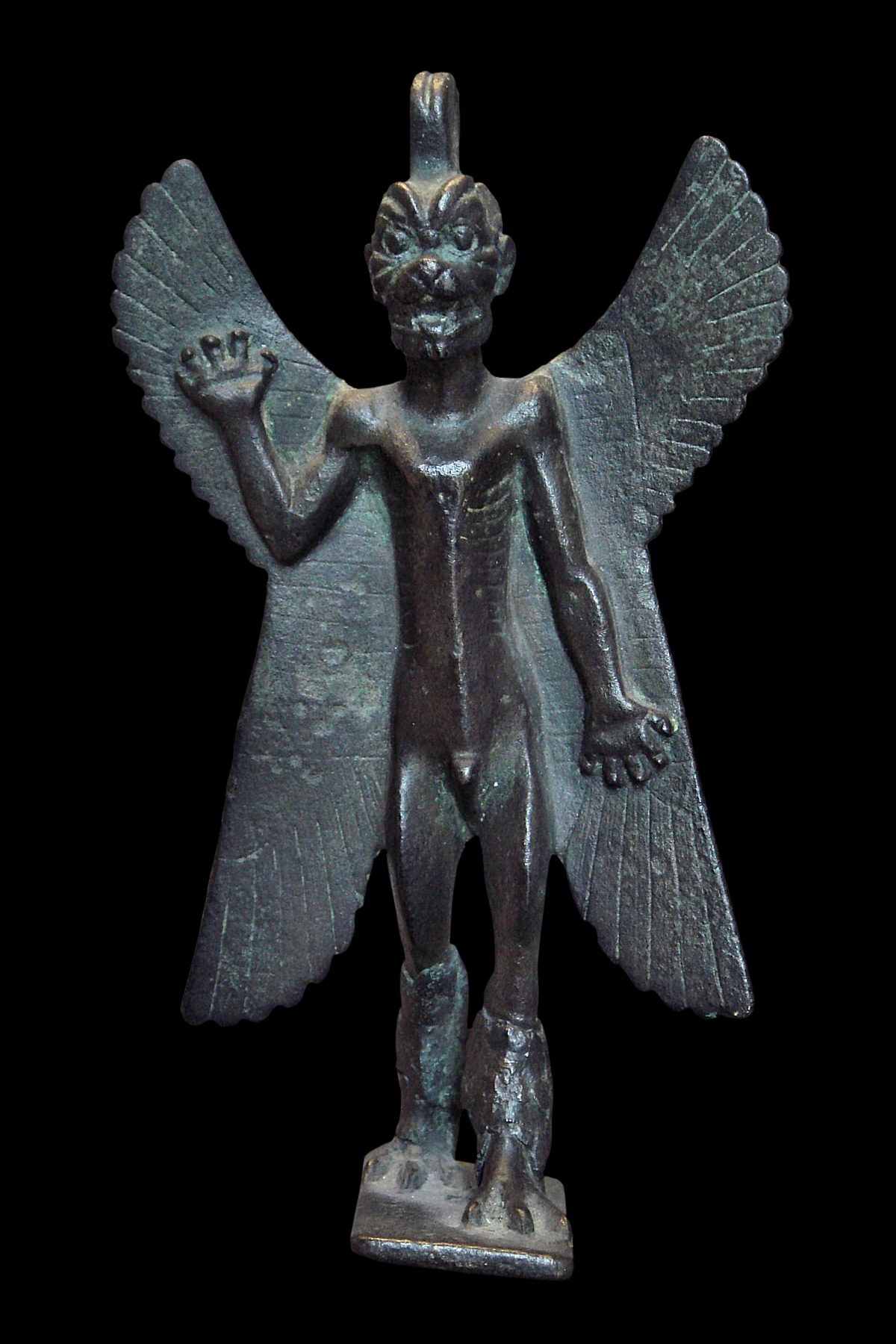
Pazuzu démon, Asszíria, i. e. 1000 k.

Pazuzu az ókori Közel-Kelet egyik legriasztóbb küllemű démona. Az ábrázolásokon általában ember formájú, rémisztő fejjel, saskarmokkal és szárnyakkal látható. Szerepe szerint azonban Pazuzu az istenek szolgálatába állt, tehát rémisztő külseje ellenére sem volt gonosz, az újasszír korszakban (i. e. 883 - 612) a betegség szellemeinek legfőbb elűzője.
Pazuzu kisebb, kőből vagy fémből készült feje közkedvelt amulett volt, melyet elsősorban a terhes asszonyok viseltek, hogy megóvják gyermeküket a gonosz Lamastu istennőtől. A fémből vagy kőből készült lamastu-lapok ijesztő Pazuzut ábrázoltak, aki visszaűzi Lamastut az alvilágba.
Pazuzu felel ezek mellett még a szelekért, a sáskákért és a viharokért.

## A tömegkultúrában
Pazuzu az 1971-es Az ördögűző című regényben és annak filmadaptációjában a Regan MacNeilt megszálló gonosz szellemként szerepel. Az alak feltűnik a Gorillaz együttes több videóklipjében, illetve Russel Hobbs dobjain is.
A House of Ashes videójátékban Pazuzu többféle ábrázolása is feltűnik.